# Pīrmand
Pīrmand (persiska: پیرمند) är en ort i Iran.   Den ligger i provinsen Västazarbaijan, i den nordvästra delen av landet, 700 km väster om huvudstaden Teheran. Pīrmand ligger 2 316 meter över havet och antalet invånare är 134.
Terrängen runt Pīrmand är lite bergig. Runt Pīrmand är det ganska tätbefolkat, med 83 invånare per kvadratkilometer. Närmaste större samhälle är Ostūreh, 3,7 km sydost om Pīrmand. Trakten runt Pīrmand består i huvudsak av gräsmarker.